# 참빗살나무
참빗살나무는 노박덩굴과의 나무이다. 한국·인도·일본 등지에 분포하며 갈잎떨기나무 또는 작은큰키나무이다.

## 생태
산에서 자라며 높이는 3~9미터이다. 가지가 많이 갈라지며, 원가지에는 털이 없고 어린 가지는 녹색이나 나무껍질은 회갈색으로 흰 줄이 있는 것이 많다. 노목은 세로로 갈라진다. 잎은 마주나기하고 바소꼴 긴 타원형이며 길이 5~15센티미터, 너비 2~8센티미터로서 끝이 뾰족하다. 가장자리에 불규칙하고 둔하며 자잘한 톱니가 있으며, 잎 양면에 털이 없다. 잎자루는 길이 8~15밀리미터이다. 꽃은 5-6월에 엷은 녹색으로 피며 취산꽃차례로 잎겨드랑이에 달린다. 꽃받침조각·꽃잎·수술이 모두 4개로 수술은 꽃잎보다 약간 짧다. 꽃잎은 꽃받침조각보다 3배 정도 길고, 꽃밥은 검자주색이다. 암수딴그루이며 열매는 삭과로 10월에 익으며 약간 향기가 나고 엷은 누런색이다. 둥그스름한 열매는 4개로 모가 지고 연한 홍색으로 익는데, 다 익으면 4쪽으로 갈라지면서 붉은색 씨가 드러난다.

## 쓰임새
기구재·신탄재·세공재 등으로 쓰인다.

## 사진

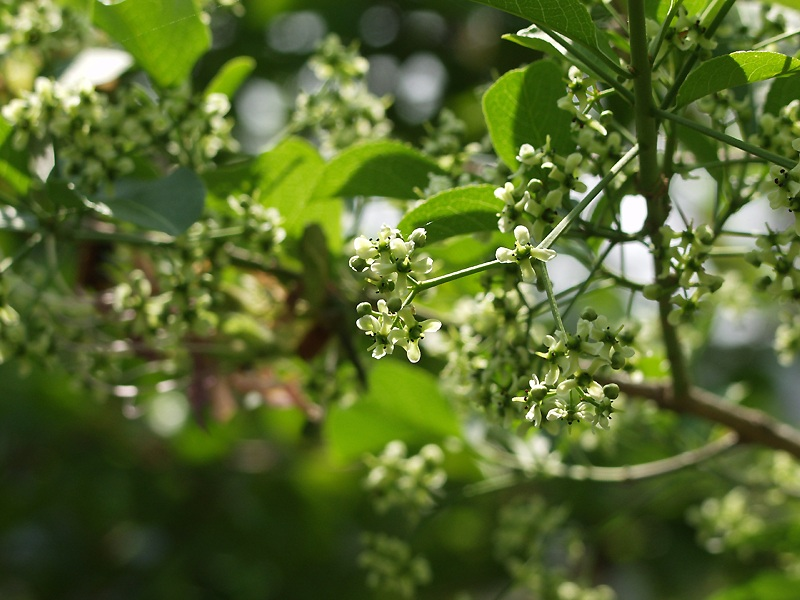
꽃
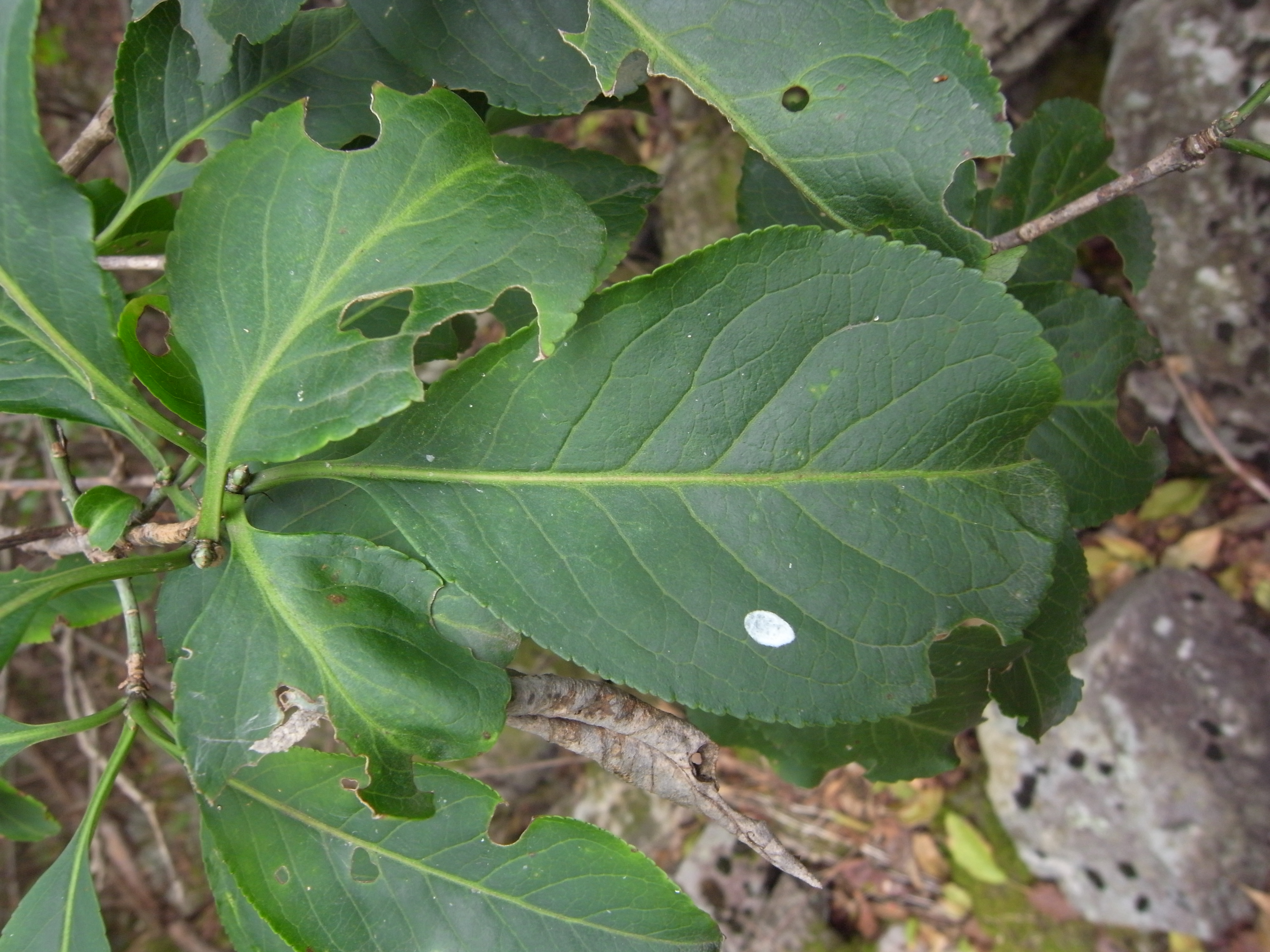
잎
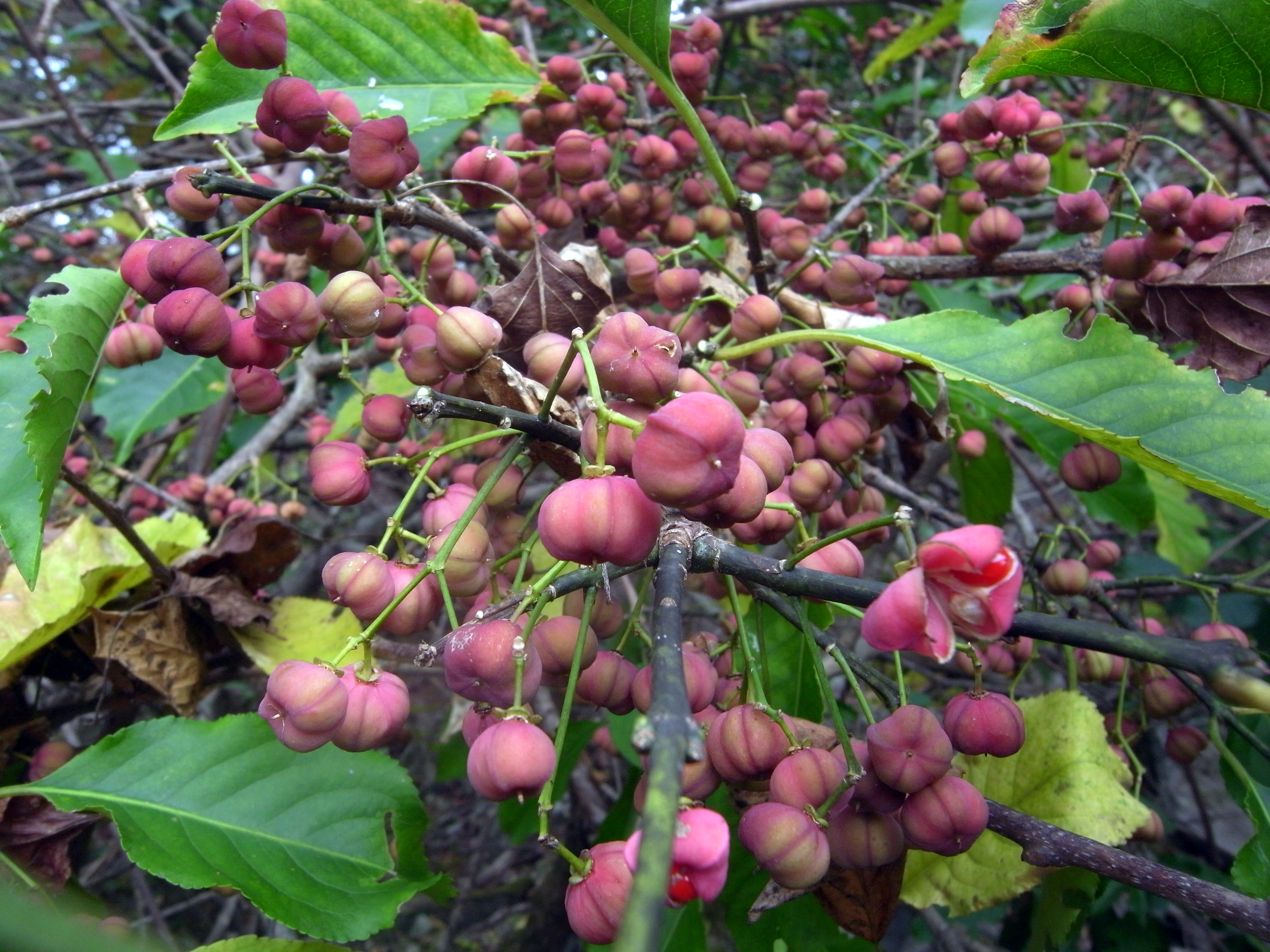
열매
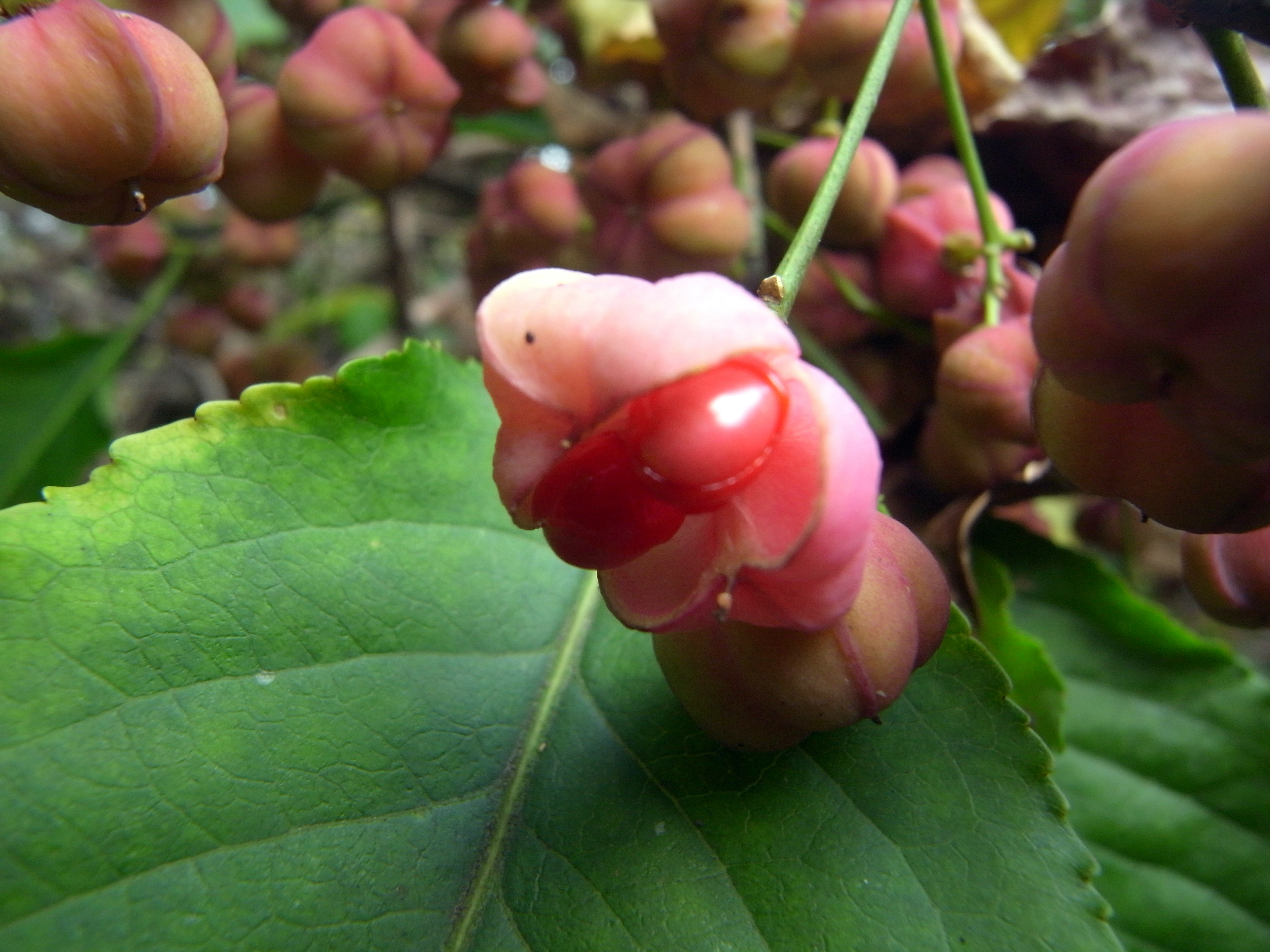
갈라진 열매 속 씨